# Museum Minutoli
Das ehemalige Museum Minutoli war das erste Kunstgewerbemuseum im deutschsprachigen Raum. Es entstand aus einer Sammlung kunstgewerblicher und Kunstobjekte des preußischen Regierungsinspektors und Kunstsammlers Alexander von Minutoli. Das Museum selbst ging zurück auf einen Auftrag des preußischen Königs Friedrich Wilhelm IV. Es war gedacht als Vorbildsammlung für das preußische Kunsthandwerksgewerbe. Als Gründungsdatum des Museums gilt das Jahr 1844, als Minutoli seine Wohnung in Liegnitz regelmäßig sonntags zur Besichtigung für Besucher öffnete. Ab 1848 wurde die Sammlung im Liegnitzer Schloss untergebracht. Zur Dokumentation und Publikation wurde bereits ab 1840 das fotografische Verfahren der Daguerreotypie auf Papier verwendet.
Die vielseitige Sammlung der Minutolis gilt als das erste Kunstgewerbemuseum der Welt. 7200 Objekte aus der Sammlung Minutoli bilden einen Kern des späteren Berliner Kunstgewerbemuseums.

## Geschichte
Der Generalmajor Heinrich Menu von Minutoli (1772–1846) aus einer Genfer Uhrmacherfamilie und seine Söhne Adolph (1802–1846), Julius (1804–1860) und Alexander (1806–1887) waren nebenberuflich Sammler von archäologischen Funden, Antiken, Kunst und Kunstgewerbe. Als der Regierungsassessor Alexander von Minutoli als Dezernent für Gebirgs-Industrie-Angelegenheiten einen Überblick über den Entwicklungsstand der wichtigsten Gewerbe in Schlesien erstellt hatte, sollte er auch Vorschläge zur Wiederbelebung brach liegender Industriezweige geben. Er begann schon 1839 Objekte zu sammeln, die Handwerkern und Fabrikanten als Vorbilder zur Herstellung von wettbewerbsfähigen Produkten dienen konnten. 1840 erhielt er von König Friedrich Wilhelm IV. von Preußen den „Allerhöchsten Befehl“ zur Anlage einer entsprechenden Sammlung. Ende 1842 wurde er auf Dienstreisen nach Süddeutschland und Italien gesandt, um weitere geeignete Objekte zu erwerben.
Ab April 1844 öffnete Alexander von Minutoli sonntags für mehrere Stunden seine Wohnung in der Goldbergerstraße 33 in Liegnitz zur Besichtigung seiner „Sammlung von Erzeugnissen der Industrie der Vorzeit zum Besten des hiesigen Frauen-Vereins“. Zu sehen waren 3687 Objekte, vor allem Keramik, Glas und Metall-Fabrikate seit der Antike.
Damit war in Liegnitz ein neuartiges Museum, das Industrie und Kunst verband, das erste Kunstgewerbemuseum der Welt, entstanden. Es war das Museum der Familie Minutoli, das „Institut Minutoli“. Erste Objekte, die nach Vorbildern in diesem Museum entstanden waren, wurden auf der „Allgemeinen Deutschen Gewerbe-Ausstellung der industrieerzeugnisse des Zoll- und Handelsvereins“ ab August 1844 im Berliner Zeughaus vorgestellt.
Zur Aufstellung und Präsentation der stetig wachsenden Sammlung stellte der preußische König Alexander von Minutoli zunächst zehn, später achtzehn Räume im ersten Stock des Liegnitzer Schlosses zur Verfügung.[Margret Dorothea Minkels: "Alexander von Minutoli, der Gründer des 1. Kunstgewerbemuseums der Welt (1844)", 2018|S. 235f.]
Von Minutoli hatte schon 1840 in Liegnitz einen Vortrag über das fotografische Verfahren von Louis Daguerre gehalten. Sein Vater Heinrich von Minutoli kaufte 1000 Platten. Da beim Verleihen von Mustern viel zu Bruch ging, daguerreotypierte Alexander von Minutoli von 1840 bis 1853 die schönsten und wichtigsten Objekte.
Er richtete einen Raum für das Klassische Altertum ein. Im Raum 2 wurden Werke des Mittelalters in Nordeuropa, im Raum 3 jene aus dem Mittelalter in Südeuropa aufgestellt oder aufgehängt. Im großen Saal 4 versammelte er die Gegenstände aus der Renaissance in Südeuropa. Im Rokoko-Saal waren viele Objekte aus der Sammlung und dem Nachlass seines Bruders Adolph von Minutoli dekorativ präsentiert. 1850 waren die fünf Räume so weit eingerichtet, dass sie für das allgemeine Publikum geöffnet wurden. Die Besucher kamen auch aus entfernten Orten angereist. Eine Glasflasche, die Moritz Finsch (1800–1883), der Gründer der Zeichenschule in Warmbrunn, nach Minutolis Vorschlägen und Ideen angefertigt hatte, wurde 1844 auf der „Deutschen Gewerbeausstellung“ in Berlin und 1851 auf der ersten Weltausstellung in London gezeigt. 1853 kam der Hauptinspektor der Fabriken in England, Alexander Redgrave (1818–1894), nach Liegnitz, um Minutolis Sammlungen zu besichtigen. Er war sehr beeindruckt von den „vergleichenden Materialsammlungen aus allen Bereichen der angewandten Kunst.“
Mit dem Ende seines dienstlichen Auftrags zur Förderung der schlesischen Industrie vor Augen und in einer politischen Umbruchsituation machte Alexander von Minutoli dem preußischen Staat 1850 das erste Angebot zum Kauf seiner kompletten Sammlung für Berlin. Damit hätte die preußische Hauptstadt das erste Kunstgewerbemuseum der Welt gehabt. Aus finanziellen Gründen wurde es abgelehnt. 1856 gab es eine halbjährige Dauerausstellung des Museums Minutoli im Liegnitzer Schloss. Da in- und ausländische Zeitungen detailliert darüber berichteten, kamen auch Besucher aus entfernten Ländern zur Besichtigung nach Liegnitz. 1866 war die letzte große Ausstellung.[Margret Dorothea Minkels: "Alexander von Minutoli, der Gründer des 1. Kunstgewerbemuseums der Welt (1844)", 2018|S. 504/5.]
Nach Heinrichs und Adolph von Minutolis Tod kam es 1849 und 1858 zu Versteigerung von Teilen der Sammlung. Besonders wertvolle Stücke wurden 1858, 1859 und 1862 für die Königliche Kunstkammer gekauft. Als Alexander von Minutoli nach seiner Pensionierung das Liegnitzer Schloss räumen musste, wurde 1869 die technologische Sammlung, ein Viertel der einst 28.000 Objekte umfassenden Sammlung, an den preußischen Staat verkauft.[Margret Dorothea Minkels: "Alexander von Minutoli, der Gründer des 1. Kunstgewerbemuseums der Welt (1844)", 2018|S. 520f.] Heute werden Objekte aus der Sammlung im Kunstgewerbemuseum Berlin und im Schloss Köpenick, Bilder in der Gemäldegalerie in Berlin und in Breslau, manche Objekte im Metropolitan Museum of Art in New York gezeigt.

## Dokumentationen
Nachdem auch die Unikate der Daguerreotypien von Ausstellungsobjekten verliehen wurden und für den Bedarf nicht ausreichten, suchte Alexander von Minutoli nach einer Methode zur Übertragung der Daguerreotypien auf Papier. Im Juli 1854 begann er mit der Herausgabe der Abbildungen auf Papier. Die erste von 25 Lieferungen zu je 6 Blatt auf Salzpapier zeigte im Jahr 1854 nur 16 Objekte. 1855 wurden 150 Tafeln mit Abbildungen von 833 Objekten für 90 Handwerksberufe veröffentlicht.
Da das Museum Minutoli mit Hilfe der Fotografien in seiner Gesamtheit erhalten bleiben sollte, wurden insgesamt 950 Tafeln mit mehreren Tausend Ausstellungsstücken hergestellt, die auch einzeln verkauft wurden. Nach der Weiterentwicklung der Technik sind sie nummeriert in neun, in rotes Leder gebundenen Bänden in der Privatsammlung der Minutolis gesammelt worden.  Das Museum Minutoli bestand aus 9 Abteilungen: 1. Die Verarbeitung von Steinen, 2. Die Keramik, 3. Die Metall-Industrie, 4. Die Glas-Industrie, 5. Weberei, Nadel- und Spitzen-Arbeit, 6. Die Verarbeitung Vegetabilischer Stoffe, 7. Die Verarbeitung Animalischer Stoffe, 8. Verzierungs-Kunst, 9. Supplemente.
Es existiert als Einheit nur noch auf dem Papier: Mehr als Tausend der ehemals 28.000 Objekte wurden in Hunderten – nach Gruppen und Höherentwicklung geordneten – Abbildungen von frühen Daguerreotypien in einem Buch vereinigt.